# International Society for Philosophical Enquiry
Die International Society for Philosophical Enquiry (ISPE) ist eine internationale, philosophisch-wissenschaftlich orientierte Hochbegabtenvereinigung.
Die Gründung erfolgte 1974 durch Christopher Harding in Queensland (Australien). Es ist die drittälteste IQ-Gesellschaft, nach Mensa International (1946) und Intertel (1966), jedoch im Vergleich zu diesen deutlich selektiver.
Die Gesellschaft wird von gewählten und von ernannten Funktionären und anderen Freiwilligen gemäß ihrem Statut organisiert. Ziel ist, den Intellekt zur Verbesserung der Gesellschaft zu nutzen und ein Forum zum Ideenaustausch bereitzustellen, um die intellektuelle Entwicklung der Mitglieder zu fördern. Die Organisation ist politisch neutral.
Die Zeitschrift der Gesellschaft heißt Telicom, ein Kofferwort aus telic („auf ein Ziel hin“) und dem Kürzel für communication. Telicom veröffentlicht Essays, Kunst und kontrovers zu diskutierende Artikel; sie erscheint viermal im Jahr. Obwohl die Zeitschrift nur über eine ISPE-Mitgliedschaft bezogen werden kann, sind jüngere Beiträge öffentlich zugänglich gemacht worden.
In Anspielung auf das Aufnahmekriterium firmiert die ISPE auch als „The Thousand“.

## Beitrittsbedingungen
Zur Aufnahme ist ein Intelligenzquotient nachzuweisen, der über dem von 99,9 % der Bevölkerung in einem der von der Gesellschaft akzeptierten Tests liegt (3,09 Standardabweichungen über dem Mittelwert einer Normalverteilung). Dies entspricht einem IQ von 146 für Tests, die eine Standardabweichung von 15 verwenden, wie die Wechsler Intelligenz-Skala für Erwachsene (bzw. ein Wert von 149 für einen Test wie den Stanford-Binet mit einer Standardabweichung von 16).

## Mitgliederstruktur und Statistik
Nach Ida Fleiß seien die Mitglieder der International Society for Philosophical Enquiry meist „hochrangige Wissenschaftler“, „Leute die mit summa cum laude promovierten, oder erfolgreiche Unternehmer“.
Die Mitglieder sollen über einen Wortschatz von durchschnittlich rund 36.000 Worten verfügen – dazu im Vergleich liegt der von Universitätsabsolventen bei 20.000, Shakespeare benutzte in seinen Dramen 33.000.
Der mittlere IQ der ISPE-Mitglieder soll bei 151 liegen, dazu im Vergleich soll der von Nobelpreisgewinnern in den Wissenschaften bei 155 liegen, allerdings sind in diesem Bereich verlässliche Messungen nur schwer möglich.
1981 zählte die ISPE 239 Mitglieder.
2000 zählte die ISPE 450 Mitglieder.
2015 hatte die ISPE nach eigenen Angaben 440 Mitglieder in 32 Ländern.
2024 hatte die ISPE laut Mitglieder-Datenbank 734 Mitglieder aller Stufen, davon 14 Deutsche.

## Hierarchie und Kritik
Die Mitglieder sind in 7 Stufen hierarchisiert:
1. Associate Member (61 %)
2. Member (17 %)
3. Fellow (9 %)
4. Senior Fellow (2,5 %)
5. Senior Research Fellow (5 %)
6. Diplomate (5 %)
7. Philosopher (0,5 %)

sowie etwa 1 % externe Mentoren
Neue Mitglieder gelten als lediglich assoziiert und haben kein Wahlrecht. Dies soll ein Anreiz sein, sich aktiv im Sinne der Gesellschaft zu betätigen. Ein Aufstieg zum vollberechtigten Member setzt die Erlangung von Meriten voraus, etwa durch Publikationen oder den Erwerb akademischer Grade.
Kritik findet sich vor allem an der ausgeprägten hierarchischen Struktur der Gesellschaft. Kevin Langdon bezeichnete die ISPE von allen Hochbegabtenvereinigungen als „die prätentiöseste und am wenigsten demokratische“. Der Disput um die innere Demokratie führte 1979 zu einer Abspaltung. Fünf ehemalige ISPE-Mitglieder (Kevin Langdon, Ronald K. Hoeflin et al.) gründeten die Triple Nine Society (TNS). Diese hat ebenfalls ein 99,9-%-Aufnahmekriterium und ist inzwischen mehr als dreimal so mitgliederstark.

## Ziele
Das Statut der ISPE führt neun Ziele auf:
- Die schriftliche Kommunikation zwischen Mitgliedern mit ähnlichen Interessen und Fähigkeiten zu ermutigen, um Gedanken, Ideen und Erkenntnisse auszutauschen. Den angeborenen Erkenntnisdrang aller Mitglieder durch gut durchdachte Forschung und Feedback zu nähren und zugleich ihren Horizont zu erweitern.
- Mitglieder zu ermutigen, ihr Potenzial im Dienst der Gesellschaft und der Menschheit auf einer breiteren Ebene weiterzuentwickeln.
- Einen Kanal für individuelle Initiativen bereitzustellen und Mitgliedern die Gelegenheit zu bieten, in der Gesellschaft zu avancieren und in exekutiven oder führenden Stellen zu dienen, wodurch sie auch ihren eigenen Erfahrungsschatz erweitern können.
- Mitgliedern in verantwortungsvollen Positionen außerhalb der Gesellschaft die Gelegenheit zu bieten, anderen Mitgliedern zu helfen, ihr Potenzial zu entfalten.
- Die Mitgliedschaft konsequent zu erweitern und Mitglieder zu ermutigen, qualifizierte Kandidaten zu suchen und vorzuschlagen, die nach angemessenem Testen in die Gesellschaft aufgenommen werden können.
- Natürliche Reserven an Talent und Fähigkeiten aufzubauen und Mitgliedern zu helfen, den Erfolg und die Anerkennung zu erreichen, die sie zu verdienen qualifiziert sind.
- Einen Korrespondenz ähnlichen Beratungsdienst für Mitglieder bereitzustellen, an den sie sich in ihrer Ausbildung, in ihrem Beruf und in ihrem Lebenswerk wenden können. Die Leitung und den Rat kundigerer Mitglieder anderen Mitgliedern anzubieten, die von ihrem Wissen profitieren können.
- Alle Mitglieder zusammenzubringen und ihre Verbindung durch Telicom, die Zeitschrift der Gesellschaft, zu festigen. Durch Telicom werden die Mitglieder über die Aktivitäten der Gesellschaft informiert und haben die Gelegenheit, ihre Erfahrungen mit anderen Mitgliedern zu teilen. (Auto)Biographische Umrisse und andere Beiträge sind willkommen und sollen zur geistigen Anregung veröffentlicht werden und Denkanstöße vermitteln.
- Das Potenzial aller Mitglieder durch Gesundheit und Langlebigkeit zu erweitern.

## Awards
Die Gesellschaft vergibt den „The Whiting Memorial Award“:
- 2017: Aaron Gitler (ALS-Genetiker)
- 2016: Vernon Neppe und Edward Close (für die „Erweiterung der Grenzen des wissenschaftlichen Verständnisses“)[14]
- 2012: Reverend Michael C. Kirwen (Maryknoll Institute of African Studies)
- 2008: John J. Barnes
- 2007: Stuart Allen (Visual artist)
- 2006: Thomas P. M. Barnett (Militärstratege)
- 2003: Colonel David Pittman Johnson
- 2002: Dee Breger (Photomicrographer)
- 2001: „Friends of William Stafford“[15]
- 1997: Alexandra York (ART Foundation New York)